# Couvent des Ursulines de Château-Gontier
Pour les articles homonymes, voir Couvent des Ursulines.
Le couvent des Ursulines de Château-Gontier est un lieu historique situé à Château-Gontier, dans la Mayenne angevine située dans le sud-Mayenne, du département de la Mayenne.
Ce couvent se situait dans l'ancienne province d'Anjou et plus précisément dans le Haut-Anjou.

## Histoire

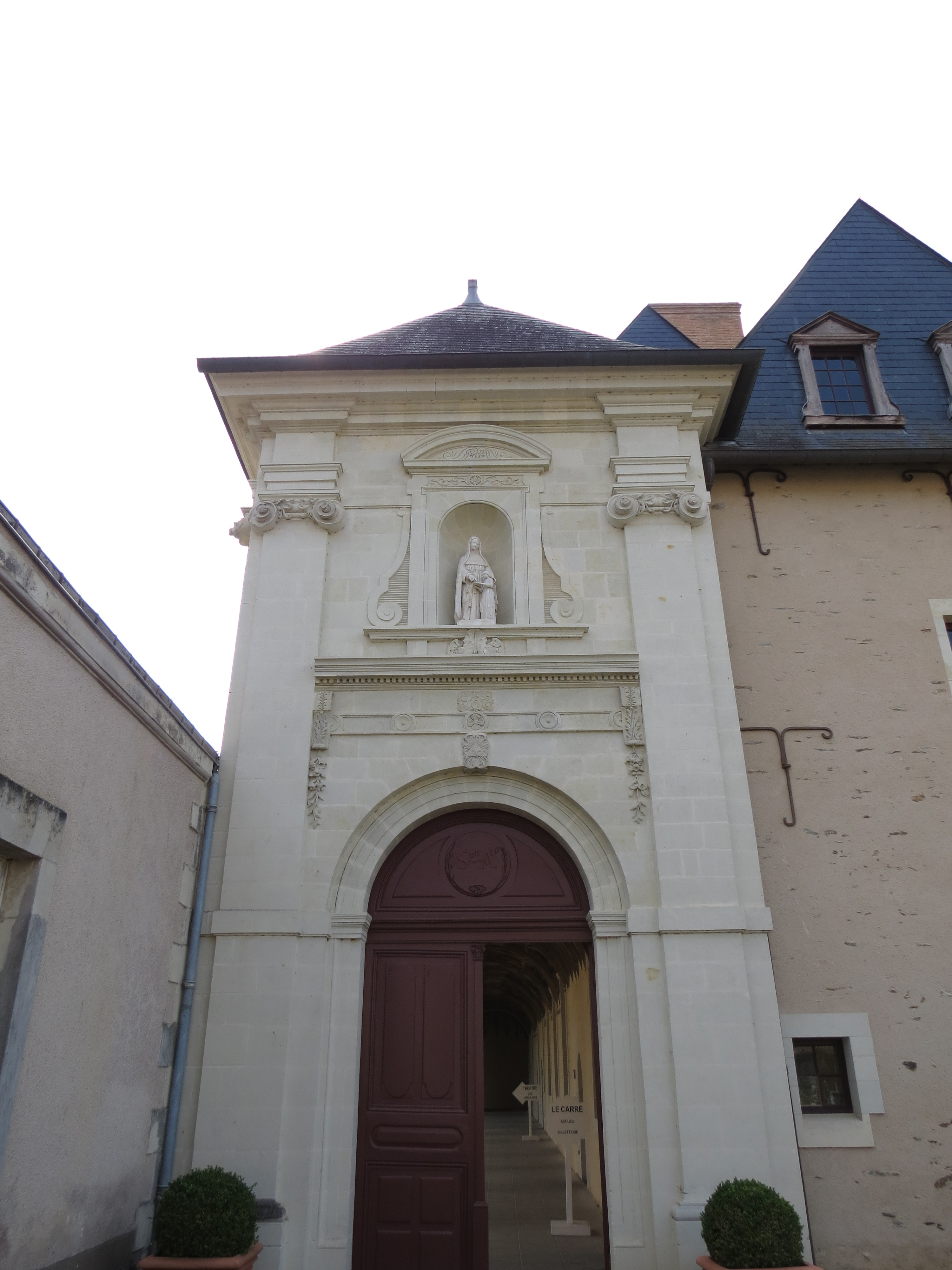
Ancienne porte du couvent; au-dessus sainte Angèle Mérici.

### Origine
Les religieuses Ursulines de Laval, installées dans cette ville depuis quelques années, songèrent en 1622 à essaimer à Château-Gontier leur requête fut bien accueillie du Conseil de ville. A une proposition d'établissement à Château-Gontier qui leur était faite par les Ursulines de Laval, les habitants répondent favorablement le 9 septembre 1622 afin d'obtenir la création d'une communauté.
Après avoir obtenu l'autorisation de Claude de Rueil, évêque d'Angers, en juin 1629, les habitants s'adressent au roi en lui « remontrant que l'instruction donnée par les Ursulines serait propre à ramener les protestants qui avaient des assemblées dans le pays ». Les lettres patentes furent accordées à Troyes au mois d'avril 1630. Cette demande habilement tournée sera déterminante en cette époque de troubles religieux.

### Établissement provisoire
Le 7 août 1631, sœur Catherine Moreau et les premières Ursulines provenant de Laval s'installent sur la paroisse de Saint-Remy en dehors des murs de la ville. Elles sont rejointes en 1632 par quatre nouvelles ursulines venues d'Angers. Ne pouvant se contenter de cette situation provisoire, elles achetèrent en 1634 à René d'Héliand, seigneur de la Touche, un manoir du XVe siècle dans le faubourg d'Azé et y entreprirent la construction d'un couvent.

### Construction

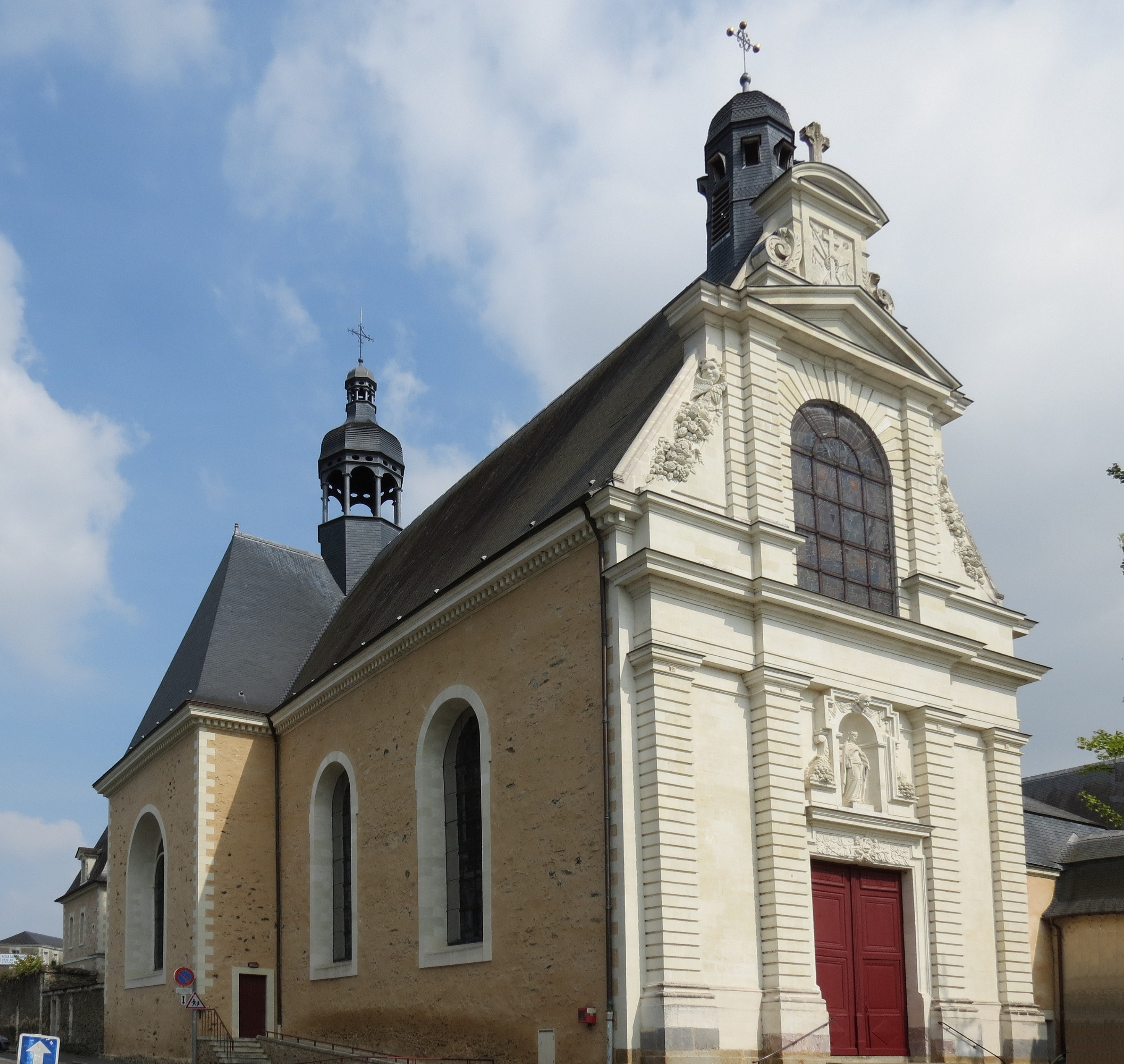
L'église Sainte-Trinité; au-dessus du portail sainte Ursule.

Après quelques années d'une installation provisoire, le procureur du roi à la sénéchaussée put poser, en 1638, la première pierre de leur enclos. Il leur fallait bâtir une maison conventuelle, un pensionnat pour les jeunes filles dont l'éducation leur était confiée, un cloître et une église. Les sœurs passèrent commande en 1642 et Ambroise, Antoine et Gilles Revaux, de Bazougers, en posèrent la charpente en 1648.
Comme à Laval, elles s'adressèrent aux Corbineau pour la construction. Ces travaux furent de longue durée. Ce ne fut qu'en 1658, le 26 juillet, que les religieuses firent marché avec Pierre et Gilles Corbineau pour construire l'église.
La première pierre de l'église est bénite le 5 avril 1660. L'église est bâtie par René Trouillard, architecte et maître maçon au faubourg d'Azé. La construction dure jusqu'en 1664,.
Le 28 novembre 1664, l'évêque d'Angers, Henri Arnauld, vient consacrer l'église sous le vocable de la Sainte-Trinité  et l'autel situé en face du chœur des religieuses en l'honneur de saint Joseph.
Simon Cailleau met autour de l'autel en 1712 une balustrade en fer forgé et ouvré à fleurons. Le maître-autel actuel est l'œuvre de Louis Boquet, et de Paul Legué de la Rivière, architecte à Château-Gontier, qui en font le marché le 9 septembre 1760.

### Architecture
Sur le plan architectural, il ressemble beaucoup à l'Hôtel-Dieu d'Angers. Le Marbre noir d’Argentré fut très utilisé pour l'autel, les colonnes et les corniches. Le retable est une des curiosités de l'ensemble avec la façade en pierre blanche ornée d'un fronton. La porte, couronnée d'un fronton et d'une niche, est encadrée de pilastres plats dont les assises sont distinguées par une profonde moulure. Au-dessus un pignon, ouvert d'une grande fenêtre, est surmonté d'un fronton triangulaire. Les vitraux et les grandes verrières confèrent à l'ensemble, une impression aérienne d'un rare équilibre. Le tableau du maître-autel est, dit-on selon l'abbé Angot, le travestissement d'une scène païenne, peinture de David, et qu'on a transformée en une Trinité dont l'aspect étrange fait croire à la légende.

### Révolution française
Pendant la Révolution française, les Ursulines, sauf deux, refusent le serment et sont expulsées. Dispersées quatre par quatre dans des maisons hospitalières, elles sont traduites de nouveau, en février 1794, devant la municipalité, elles refusent le serment et sont emprisonnées avec les suspects et les religieuses hospitalières dans leur propre couvent.

### XIXeetXXesiècles
Les religieuses survivantes rachètent l'ensemble de bâtiment en 1807, l'église en 1814,.
Les Ursulines ont un pensionnat, une école gratuite et ouvre en 1846 une salle d'asile pour la paroisse d'Azé. Lors de la séparation de l'église et de l'État en 1905, les Ursulines connaissent un second exil et ne reviennent à Château-Gontier qu'en 1918. Leur présence dure alors jusqu'en 1965, date de leur départ définitif.
Le couvent lui-même ainsi que le manoir de la Touche ont été classés monument historique par arrêté du 31 octobre 1991. La chapelle ruinée et des bâtiments annexes ont été inscrits par arrêté du 9 décembre 1992.
Le couvent accueille aujourd'hui le Théâtre National du Pays de la Loire.

## Utilisations actuelles
Le couvent des Ursulines abrite : 

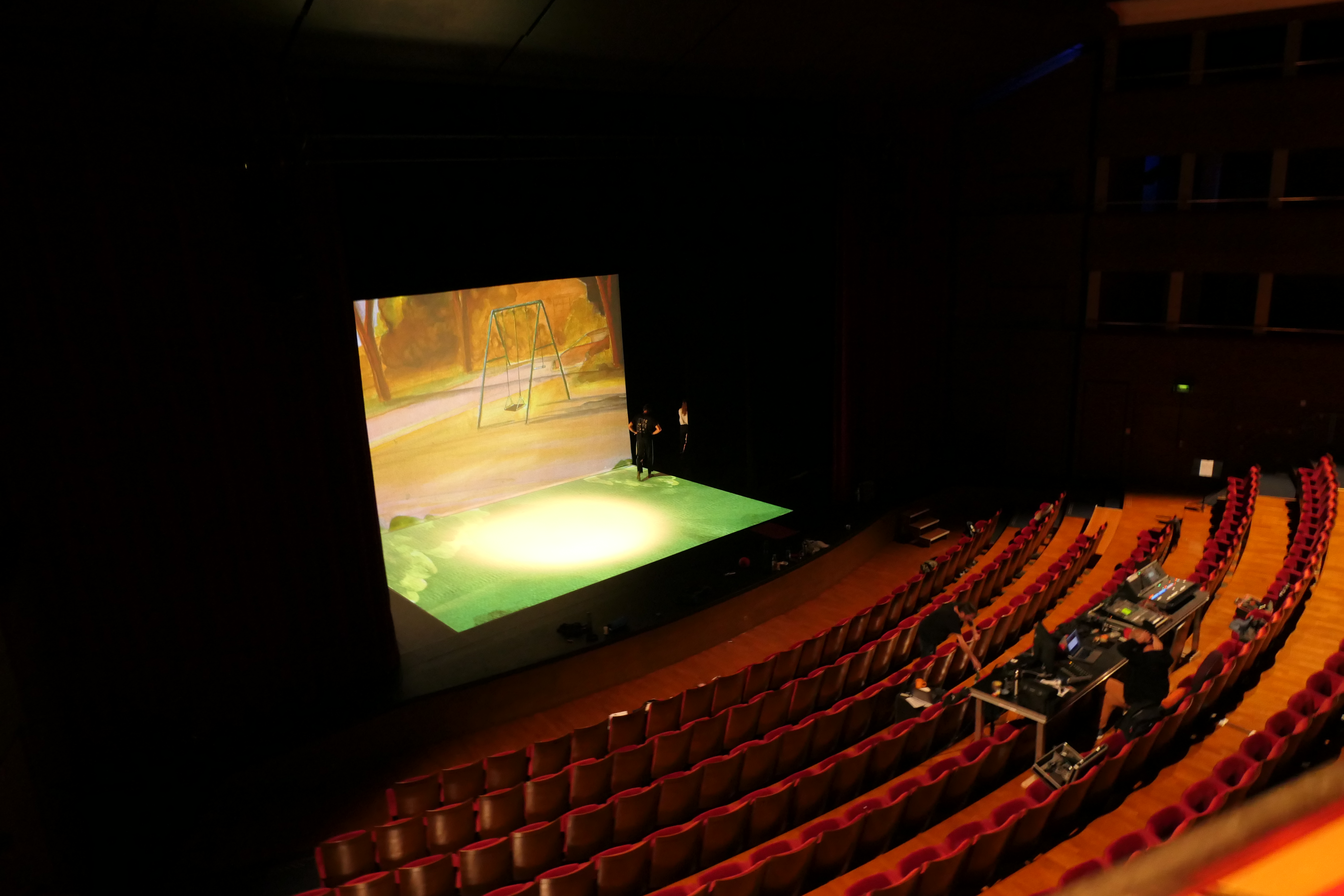
Le Carré.

- l'Office de tourisme de la ville de Château-Gontier ;
- le théâtre Carré Scène Nationale ;
- le Conservatoire de Musique du Pays de Château-Gontier.